# Geocaching
Geocaching o Gymkhana GPS es la actividad de esconder y encontrar "tesoros" en cualquier lugar, con la ayuda de un GPS. Está englobada dentro del nivel 2 de la clasificación de realidad aumentada, como una forma de realidad virtual sin marcadores.

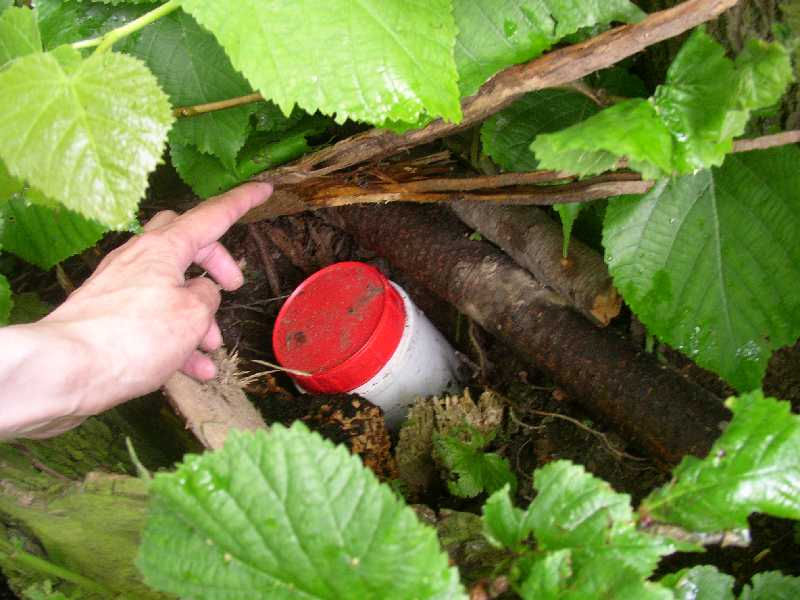
Ejemplo de un contenedor de Geocaching o Caché oculto.

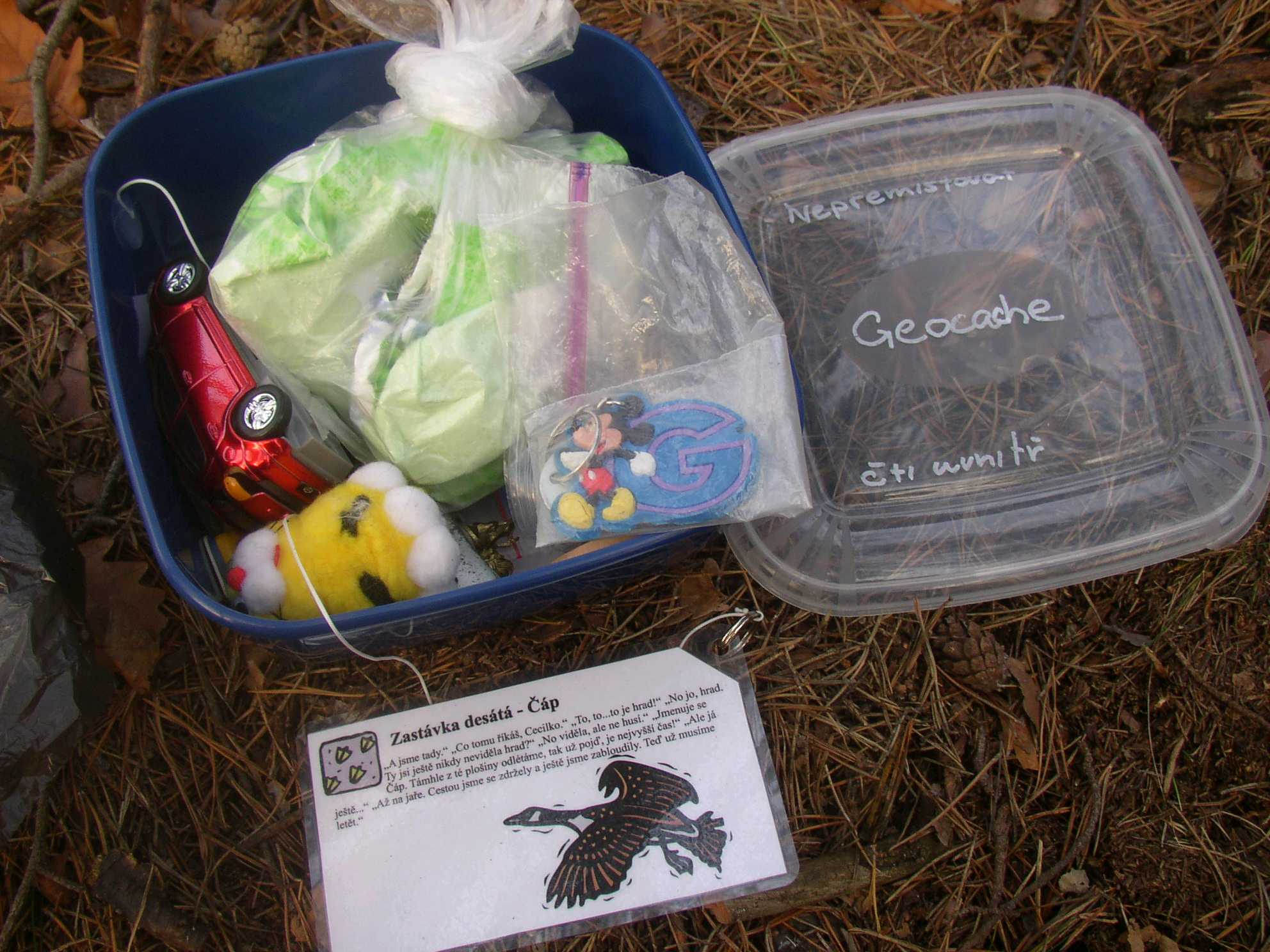
Objetos que han ido dejando los descubridores del contenedor.

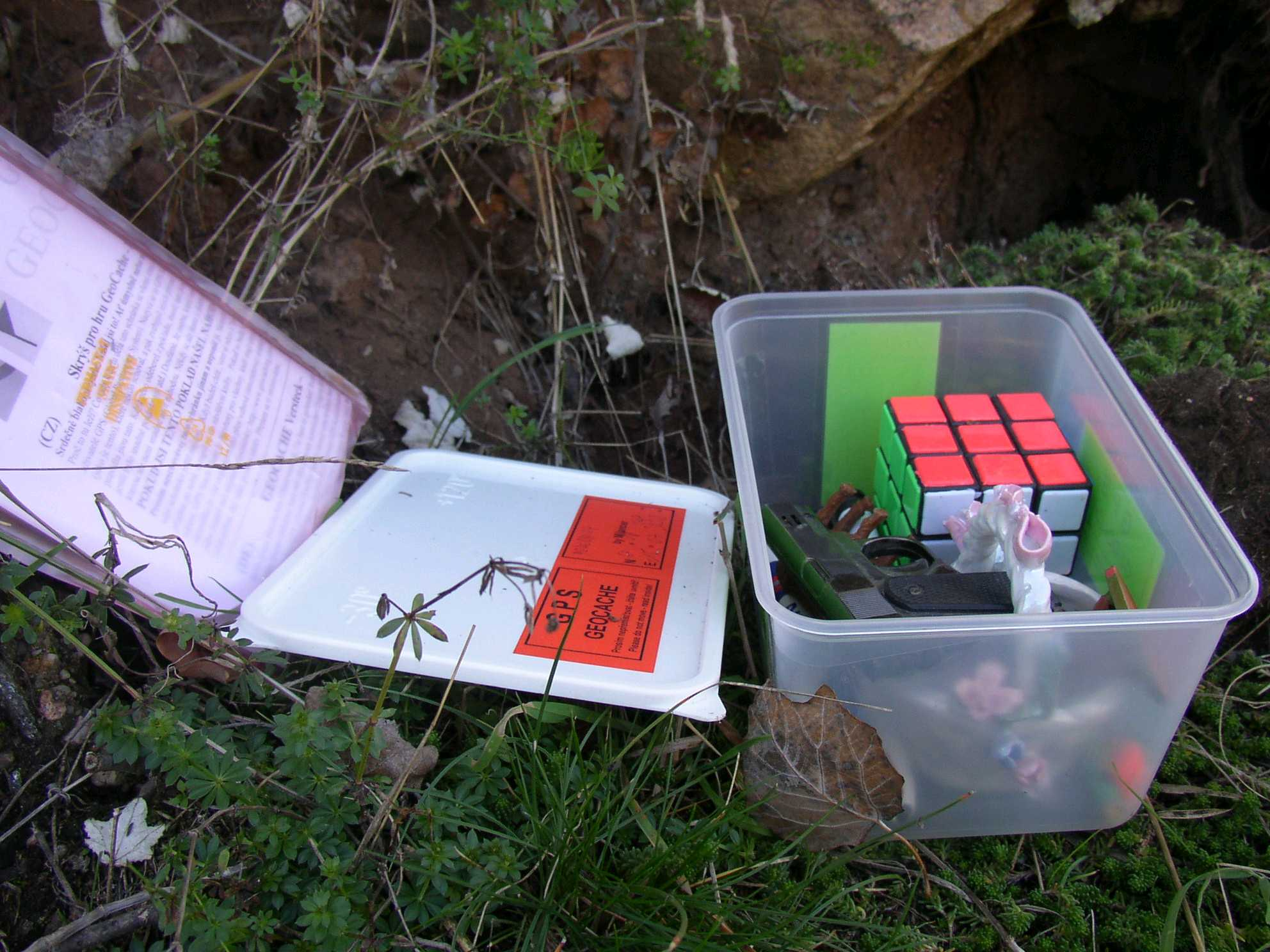
La persona que encuentra el cache registra su nombre y fecha en un bloc de notas que queda depositado con el resto de objetos.

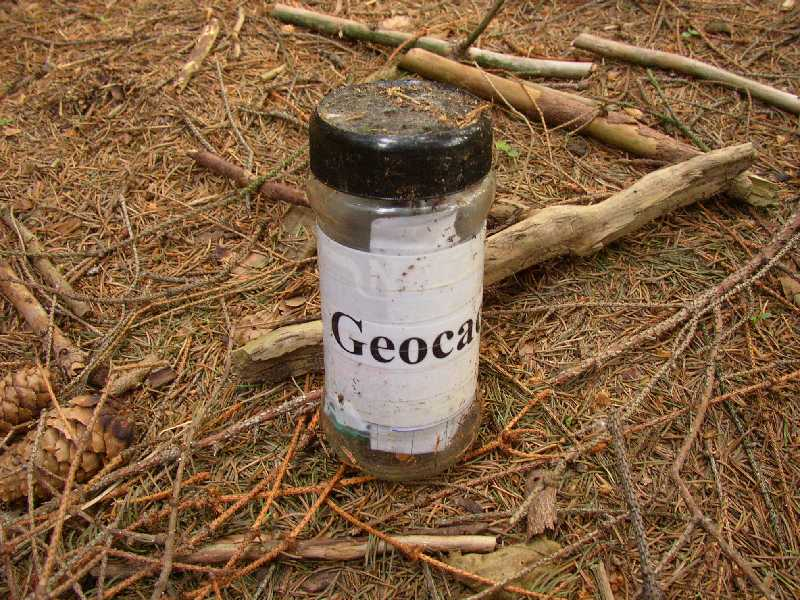
Los contenedores suelen ser estancos y de plástico para evitar la degradación.

Consiste, por parte de una persona, en esconder objetos en el campo o en la ciudad y posteriormente apuntar las coordenadas geográficas de ese punto mediante un receptor GPS y hacerlas públicas (por lo general en sitios web especializados) para que otras personas puedan efectuar su búsqueda. En estos lugares donde se publican las coordenadas, la gente puede entrar a consultar tesoros escondidos cerca de su casa o por alguna zona donde vaya a hacer un viaje. La etiqueta marca que quien encuentra uno de estos tesoros. El "tesoro" básico contiene un cuaderno (logbook) para apuntar tu nombre para que quede registrada tu visita. Hay tesoros con contenedores más grandes (que suelen ser fiambreras de diferentes tamaños) en los que además del logbook, hay objetos de pequeño valor que puede llevarse el que descubre el tesoro, pero siempre bajo la premisa de que si te llevas algo, tienes que dejar a cambio algo de igual o mayor valor para el siguiente "geocacher" que lo descubra. Entre los objetos que pueden dejarse en el contenedor, también están los travelbugs y geocoins, que son "objetos viajeros", es decir, puedes y debes sacarlos del contenedor, pero no puedes quedártelos, sino que tienes que llevarlos a otro "geoescondite" para ayudarles a cumplir su misión (para saber la misión de estos objetos hay que meter el código que portan en la página de geocaching).
Cada uno de estos contenedores con todo su contenido es a lo que se denomina "cache" o "geocache" en la jerga técnica, cuya interpretación al castellano puede ser "tesoro", o "geoescondite"
También es posible crear geocaches encadenados (normalmente denominados multi-caches), donde el objeto anunciado contiene una nota con las coordenadas del regalo o de otras notas con otras coordenadas.

## Historia
Geocaching tuvo su origen en el grupo de noticias sci.geo.satellite-nav dedicado a los Sistemas Globales de Navegación por Satélite (GNSS).
David Ulmer, asiduo de este grupo, decidió celebrar el hecho de que el gobierno estadounidense suprimiese la disponibilidad selectiva (SA) el 1 de mayo de 2000, la cual degradaba intencionadamente la señal de los satélites para evitar que los receptores comerciales fueran demasiado precisos. Propuso un juego al resto de miembros del grupo escondiendo el 3 de mayo un "cofre del tesoro" en los alrededores de la ciudad de Portland en Oregón (Estados Unidos) y enviando al grupo de noticias las coordenadas exactas de su ubicación. Para el 6 de mayo este tesoro fue visitado dos veces, quedando registrado en el libro de visitas del tesoro.
Lo que comenzó como un entretenimiento con un marcado carácter tecnológico se ha ido transformando con el paso del tiempo en una práctica extendida a multitud de países y con cientos de caches o tesoros en todo el mundo. A mediados de 2013 se superan los dos millones de tesoros activos en más de 200 países, con más de seis millones de geocachers (jugadores) en todo el mundo.

## Rastreables
Un rastreable es un elemento móvil dentro del juego de geocaching que viaja de un geocaché a otro. Los rastreables aparecen en muchas formas y tamaños y son diferentes de otros elementos SWAG que puedes encontrar dentro de un geocaché. 
Cada objeto rastreable incluye un código de seis dígitos en alguna parte del artículo. Este código es exclusivo del objeto rastreable y rastrea su recorrido específico alrededor del mundo. 
Los rastreables se ven con mayor frecuencia en cachés tradicionales, cachés múltiples y cachés de eventos. En general, cuanto mayor sea el tamaño de un geocaché físico, mayor será la probabilidad de que pueda haber un rastreable en su interior. 
Si encuentras un rastreable, tienes dos opciones: 
Recuperar o descubrir . 
Si recuperas un objeto rastreable, significa que lo llevas contigo para depositarlo en otro geocaché.
- Antes de recuperarlo, investiga el objeto rastreable para ver si puedes ayudarlo en su misión; si no, considera dejarlo para que el próximo geocacher avance.
- Registre el objeto rastreable rápidamente para que el propietario sepa que está en movimiento; esta es una buena práctica cuando se trata de la etiqueta del objeto rastreable .

Si descubres un geocaché rastreable, significa que lo viste en un caché, pero decidiste no llevártelo contigo. Esto ayuda al propietario del geocaché y del rastreable a saber que todo está bien.

## Otras modalidades
Existen otras modalidades de juego similares:
- Bookcrossing. En este caso la idea es liberar libros dejándolos en lugares públicos para que sean recogidos por otros lectores, que después harán lo mismo.

- Bike Crossing. Es la práctica de arreglar bicicletas usadas y dejarlas en lugares céntricos para que otros usuarios las recojan y las utilicen. No se hace un seguimiento específico del vehículo, pero a través de la web hay participación en el proceso.

- PhotoTag. Se usa cámaras desechables la cual es pasada a amigos o extraños y una vez usada vuelve al dueño original. Las fotos son luego subidas a la web de PhotoTag.

- Eurobilltracker. El objetivo es seguir billetes de euro por todo el mundo. Para ello cada usuario introduce los números de serie y la información de su localización de cada billete que obtiene.

- Where's George? Persigue billetes de dólar estadounidense.

- Where's Willy? Similar a Where's George?, pero con billetes de dólar canadiense.